# 열린 사슬 화합물

비고리형 유기 화합물인 아이소옥테인(계통명: 2,2,4-트라이메틸펜테닝)의 구조

열린 사슬 화합물(영어: open-chain compound)은 고리 구조가 아닌 선형 구조를 가지고 있는 화합물이다. 비고리형 화합물(영어: acyclic compound) ("~없이"를 의미하는 그리스어 접두사 "α"와 "고리"를 의미하는 그리스어 "κύκλος"에서 유래)이라고도 한다. 곁사슬이 없는 열린 사슬 화합물을 곧은 사슬 화합물(영어: straight-chain compound)이라고 한다. 알케인과 알켄과 같은 유기화학의 많은 단순한 분자는 선형(비고리형) 및 고리형 이성질체를 모두 가지고 있으며 고리형 이성질체는 보통 방향족으로 분류된다. 탄소수가 4개 이상인 경우 선형 형태는 곧은 사슬 또는 가지 사슬 이성질체를 가질 수 있다. 소문자 접두사 "n-"은 곧은 사슬 이성질체를 나타낸다. 예를 들어 n-뷰테인은 곧은 사슬 뷰테인인 반면, i-뷰테인은 아이소뷰테인이다. 사이클로알케인은 알케인이 아닌 알켄의 이성질체인데, 이는 고리의 닫힘이 C–C 결합을 포함하기 때문이다. 고리(방향족 또는 기타)가 없기 때문에 모든 열린 사슬 화합물은 지방족 화합물이다.

## 생화학
일반적으로 생화학에서 일부 이성질체는 다른 이성질체보다 더 널리 퍼져 있다. 예를 들어 살아 있는 생물체에서 포도당의 열린 사슬 이성질체는 일반적으로 소량으로 일시적으로만 존재한다. D-포도당은 일반적인 이성질체이며 L-포도당은 드물다.
|  |

## 분자 기하
곧은 사슬 분자는 결합각이 보통 180°가 아니라는 점에서 말 그대로 직선이 아닌 경우가 많지만 이름은 도식적으로 직선임을 반영한다. 예를 들어 곧은 사슬 알케인은 아래의 모델에서 볼 수 있듯이 물결 모양이거나 주름진 모양이다.
| 열린 사슬 | 열린 사슬 |        |
| 가지 사슬 | 곧은 사슬 | 고리형 |
| --------- | --------- | ------ |
|           |           |        |

## 같이 보기
- 고리형 화합물